# 피치 (중합체)

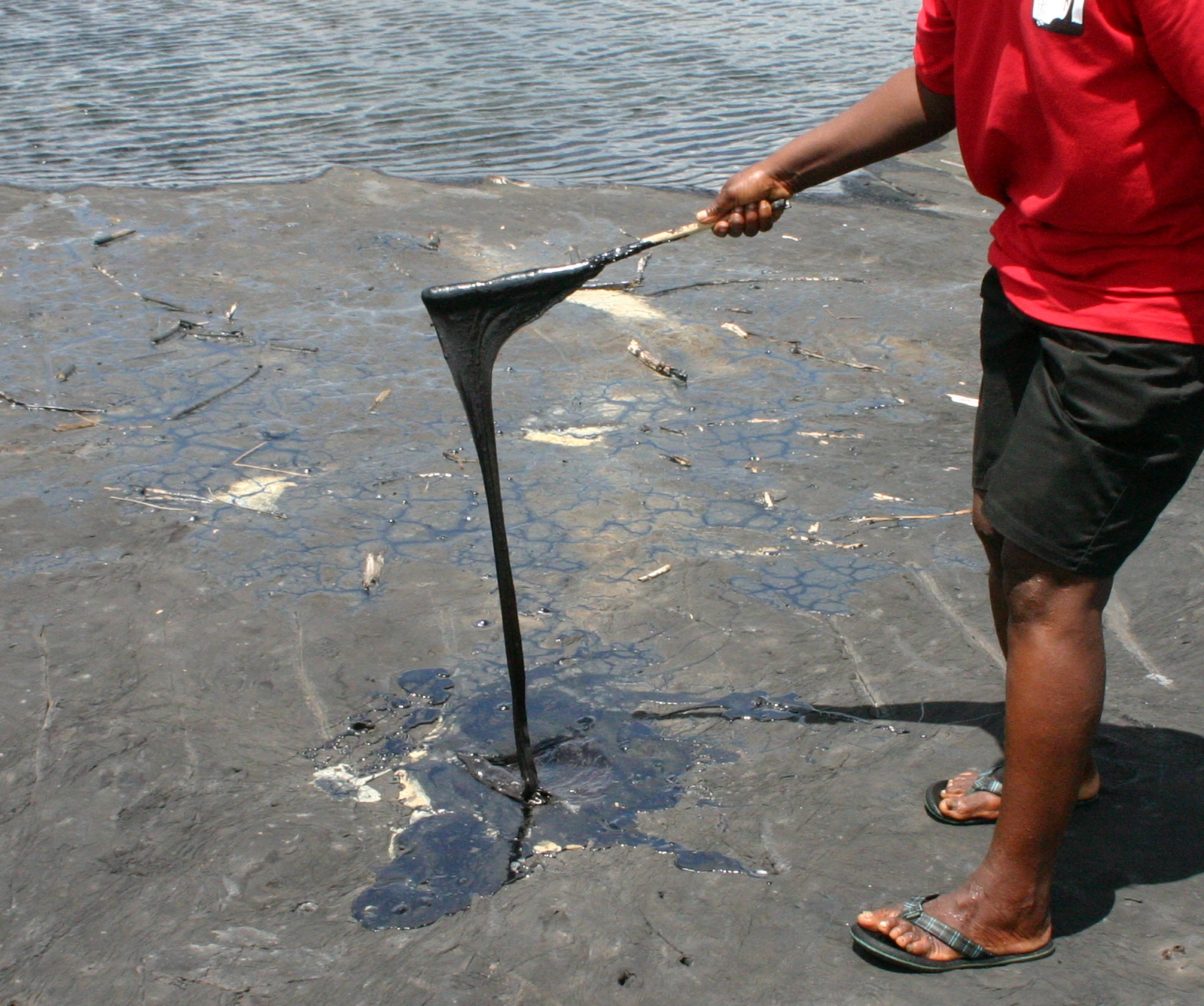
트리니다드섬에 있는 피치 호수

피치(영어: pitch)는 원유나 식물에서 추출한 점탄성을 가진 고형 중합체다. 원유에서 추출한 피치는 비투멘이라고도 한다. 타르를 증류하여 얻어지는 흑색으로 광택이 있는 끈적끈적한 고형물질이다. 식물에서 추출한 피치는 수지이고, 휘발 성분이 증발하고 남은 것은 송진이다. 피치 낙하 실험으로 피치가 고체가 아닌 점도가 매우 높은 액체라는 것이 밝혀졌다. 1980년대에 계산한 바에 따르면 피치의 점도는 물의 2300억 배(2.3×10 11배), 꿀의 약 200만 배(2×10 ⁶배)이다.

## 같이 보기
- 아스팔트
- 피치 낙하 실험